# Impreza motywacyjna
Impreza motywacyjna (ang. incentive event) – opłacana przez przedsiębiorstwo lub inną organizację impreza (np. podróż motywacyjna) organizowana dla pracowników, partnerów biznesowych lub klientów jako nagroda za realizację określonych zadań, szczególne osiągnięcia lub też jako zachęta na przyszłość.
Rozwiązanie to stosowane jest też w celu zwiększenia lojalności pracowników lub klientów oraz do wpływu na zachowania jednostki, sprzyjające celom przedsiębiorstwa czy organizacji, stosującej to narzędzie.
Najczęstszą formą imprez motywacyjnych są podróże motywacyjne, organizowane w przedsiębiorstwach (najczęściej w dużych, rzadziej w średnich, a już bardzo rzadko w małych, z uwagi na wysokie koszty tego narzędzia). Wyjazdy te są z jednej strony rekreacją i wypoczynkiem, a z drugiej strony mają cele biznesowe. Zmiana otoczenia, klimatu, kuchni czy nawet strefy czasowej, powoduje „oderwanie” od codziennej rzeczywistości.